# Primetime Emmy Award de la meilleure actrice dans un second rôle dans une série télévisée comique

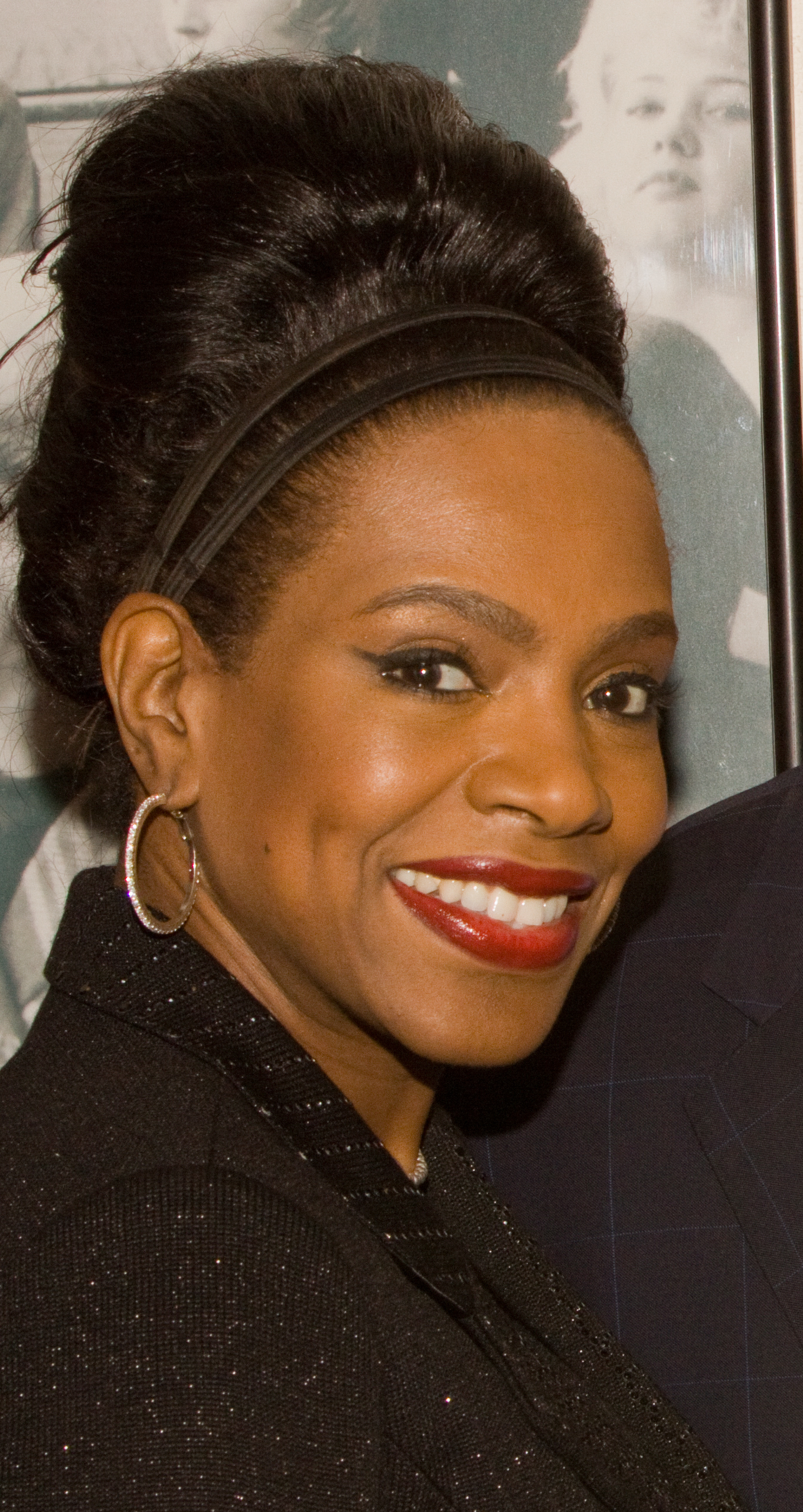
Sheryl Lee Ralph - Philadelphia BME Leadership Awards.

Pour les articles homonymes, voir Emmy de la meilleure actrice dans un second rôle.
Le Primetime Emmy Award de la meilleure actrice dans un second rôle dans une série comique (en anglais : Primetime Emmy Award for Supporting Actress in a Comedy Series) est une récompense de télévision remise depuis 1954 au cours de la cérémonie annuelle des Primetime Emmy Awards.

## Palmarès
Note : L'année indiquée est celle de la cérémonie. Les lauréates sont indiquées en tête de chaque catégorie et en caractères gras.

### Années 1950
- 1954 : Vivian Vance pour son rôle dans I Love Lucy
- 1955 : Audrey Meadows pour son rôle dans The Jackie Gleason Show (en)
- 1956 : aucune récompense
- 1957 : aucune récompense
- 1958 : aucune récompense
- 1959 : aucune récompense

### Années 1960
- 1960 : aucune récompense
- 1961 : aucune récompense
- 1962 : aucune récompense
- 1963 : aucune récompense
- 1964 : aucune récompense
- 1965 : aucune récompense
- 1966 : Alice Pearce pour son rôle dans Ma sorcière bien-aimée (Bewitched)
- 1967 : Frances Bavier pour son rôle dans The Andy Griffith Show
- 1968 : Marion Lorne pour son rôle dans Ma sorcière bien-aimée (Bewitched)
- 1969 : aucune récompense

### Années 1970
- 1970 : Karen Valentine pour son rôle dans Room 222
- 1971 : Valerie Harper pour son rôle dans The Mary Tyler Moore Show
- 1972 : Valerie Harper pour son rôle dans The Mary Tyler Moore Show et Sally Struthers pour son rôle dans All in the Family
- 1973 : Valerie Harper pour son rôle dans The Mary Tyler Moore Show
- 1974 : Cloris Leachman pour son rôle dans The Mary Tyler Moore Show
- 1975 : Betty White pour son rôle dans The Mary Tyler Moore Show
- 1976 : Betty White pour son rôle dans The Mary Tyler Moore Show
- 1977 : Mary Kay Place pour son rôle dans Mary Hartman, Mary Hartman (en)
- 1978 : Julie Kavner pour son rôle dans Rhoda (en)
- 1979 : Sally Struthers pour son rôle dans All in the Family

### Années 1980
- 1980 : Loretta Swit pour son rôle dans MASH
- 1981 : Eileen Brennan pour son rôle dans La Bidasse (Private Benjamin)
- 1982 : Loretta Swit pour son rôle dans MASH
- 1983 : Carol Kane pour son rôle dans Taxi
- 1984 : Rhea Perlman pour son rôle dans Cheers
- 1985 : Rhea Perlman pour son rôle dans Cheers
- 1986 : Rhea Perlman pour son rôle dans Cheers
- 1987 : Jackée Harry pour son rôle dans 227
- 1988 : Estelle Getty pour son rôle dans Les Craquantes (The Golden Girls)
- 1989 : Rhea Perlman pour son rôle dans Cheers

### Années 1990
- 1990 : Bebe Neuwirth pour le rôle du Dr Lilith Sternin dans Cheers
- 1991 : Bebe Neuwirth pour le rôle du Dr Lilith Sternin dans Cheers
- 1992 : Laurie Metcalf pour le rôle de Jackie Harris dans Roseanne
- 1993 : Laurie Metcalf pour le rôle de Jackie Harris dans Roseanne
- 1994 : Laurie Metcalf pour le rôle de Jackie Harris dans Roseanne
- 1995 : Christine Baranski pour le rôle de Maryanne Thorpe dans Cybill
- 1996 : Julia Louis-Dreyfus pour le rôle d'Elaine Benes dans Seinfeld
- 1997 : Kristen Johnston pour le rôle de Sally Solomon dans Troisième planète après le Soleil (3rd Rock from the Sun)
- 1998 : Lisa Kudrow pour le rôle de Phoebe Buffay dans Friends
- 1999 : Kristen Johnston pour le rôle de Sally Solomon dans Troisième planète après le Soleil (3rd Rock from the Sun)

### Années 2000
- 2000 : Megan Mullally pour le rôle de Karen Walker dans Will et Grace (Will & Grace)
  - Jennifer Aniston pour le rôle de Rachel Green dans Friends
  - Kim Cattrall pour le rôle de Samantha Jones dans Sex and the City
  - Lisa Kudrow pour le rôle de Phoebe Buffay dans Friends
  - Doris Roberts pour le rôle de Marie Barone dans Tout le monde aime Raymond (Everybody Loves Raymond)
- 2001 : Doris Roberts pour le rôle de Marie Barone dans Tout le monde aime Raymond (Everybody Loves Raymond)
  - Jennifer Aniston pour le rôle de Rachel Green dans Friends
  - Kim Cattrall pour le rôle de Samantha Jones dans Sex and the City
  - Lisa Kudrow pour le rôle de Phoebe Buffay dans Friends
  - Megan Mullally pour le rôle de Karen Walker dans Will et Grace (Will & Grace)
- 2002 : Doris Roberts pour le rôle de Marie Barone dans Tout le monde aime Raymond (Everybody Loves Raymond)
  - Wendie Malick pour le rôle de Nina Van Horn dans Voilà ! (Just Shoot Me!)
  - Kim Cattrall pour le rôle de Samantha Jones dans Sex and the City
  - Cynthia Nixon pour le rôle de Miranda Hobbes dans Sex and the City
  - Megan Mullally pour le rôle de Karen Walker dans Will et Grace (Will & Grace)
- 2003 : Doris Roberts pour le rôle de Marie Barone dans Tout le monde aime Raymond (Everybody Loves Raymond)
  - Cheryl Hines pour le rôle de Cheryl David dans Larry et son nombril (Curb Your Enthusiasm)
  - Kim Cattrall pour le rôle de Samantha Jones dans Sex and the City
  - Cynthia Nixon pour le rôle de Miranda Hobbes dans Sex and the City
  - Megan Mullally pour le rôle de Karen Walker dans Will et Grace (Will & Grace)
- 2004 : Cynthia Nixon pour le rôle de Miranda Hobbes dans Sex and the City
  - Doris Roberts pour le rôle de Marie Barone dans Tout le monde aime Raymond (Everybody Loves Raymond)
  - Kim Cattrall pour le rôle de Samantha Jones dans Sex and the City
  - Kristin Davis pour le rôle de Charlotte York dans Sex and the City
  - Megan Mullally pour le rôle de Karen Walker dans Will et Grace (Will & Grace)
- 2005 : Doris Roberts pour le rôle de Marie Barone dans Tout le monde aime Raymond (Everybody Loves Raymond)
  - Conchata Ferrell pour le rôle de Berta dans Mon oncle Charlie (Two and a Half Men)
  - Megan Mullally pour le rôle de Karen Walker dans Will et Grace (Will & Grace)
  - Holland Taylor pour le rôle d'Evelyn Harper dans Mon oncle Charlie (Two and a Half Men)
  - Jessica Walter pour le rôle de Lucille Bluth dans Arrested Development
- 2006 : Megan Mullally pour le rôle de Karen Walker dans Will et Grace (Will & Grace)
  - Cheryl Hines pour le rôle de Cheryl David dans Larry et son nombril (Curb Your Enthusiasm)
  - Jaime Pressly pour le rôle de Joy Turner dans Earl (My Name Is Earl)
  - Elizabeth Perkins pour le rôle de Celia Hodes dans Weeds
  - Alfre Woodard pour le rôle de Betty Applewhite dans Desperate Housewives
- 2007 : Jaime Pressly pour le rôle de Joy Turner dans Earl (My Name Is Earl)
  - Conchata Ferrell pour le rôle de Berta dans Mon oncle Charlie (Two and a Half Men)
  - Jenna Fischer pour le rôle de Pam Beesly dans The Office
  - Elizabeth Perkins pour le rôle de Celia Hodes dans Weeds
  - Holland Taylor pour le rôle d'Evelyn Harper dans Mon oncle Charlie (Two and a Half Men)
  - Vanessa Williams pour le rôle de Wilhelmina Slater dans Ugly Betty
- 2008 : Jean Smart pour le rôle de Regina Newly dans Samantha qui ? (Samantha Who?)
  - Kristin Chenoweth pour le rôle d'Olive Snook dans Pushing Daisies
  - Holland Taylor pour le rôle d'Evelyn Harper dans Mon oncle Charlie (Two and a Half Men)
  - Amy Poehler pour plusieurs personnages dans Saturday Night Live
  - Vanessa Williams pour le rôle de Wilhelmina Slater dans Ugly Betty
- 2009 : Kristin Chenoweth pour le rôle d'Olive Snook dans Pushing Daisies
  - Jane Krakowski pour le rôle de Jenna Maroney dans 30 Rock
  - Elizabeth Perkins pour le rôle de Celia Hodes dans Weeds
  - Amy Poehler pour plusieurs personnages dans Saturday Night Live
  - Kristen Wiig pour plusieurs personnages dans Saturday Night Live
  - Vanessa Williams pour le rôle de Wilhelmina Slater dans Ugly Betty

### Années 2010
- 2010 : Jane Lynch pour le rôle de Sue Sylvester dans Glee
  - Julie Bowen pour le rôle de Claire Dunphy dans Modern Family
  - Jane Krakowski pour le rôle de Jenna Maroney dans 30 Rock
  - Holland Taylor pour le rôle d'Evelyn Harper dans Mon oncle Charlie (Two and a Half Men)
  - Sofía Vergara pour le rôle de Gloria Delgado-Pritchett dans Modern Family
  - Kristen Wiig pour plusieurs personnages dans Saturday Night Live
- 2011 : Julie Bowen pour le rôle de Claire Dumphy dans Modern Family
  - Jane Krakowski pour le rôle de Jenna Maroney dans 30 Rock
  - Jane Lynch pour le rôle de Sue Sylvester dans Glee
  - Sofía Vergara pour le rôle de Gloria Delgado-Pritchett dans Modern Family
  - Betty White pour le rôle de Elka Ostrovsky dans Hot in Cleveland
  - Kristen Wiig pour plusieurs personnages dans Saturday Night Live
- 2012 : Julie Bowen pour le rôle de Claire Dunphy dans Modern Family
  - Mayim Bialik pour le rôle d'Amy Farrah Fowler dans The Big Bang Theory
  - Kathryn Joosten pour le rôle de Karen McCluskey dans Desperate Housewives
  - Sofía Vergara pour le rôle de Gloria Pritchett dans Modern Family
  - Merritt Wever pour le rôle de Zoey Barkow dans Nurse Jackie
  - Kristen Wiig pour plusieurs personnages dans Saturday Night Live
- 2013 : Merritt Wever pour le rôle de Zoey Barkow dans Nurse Jackie
  - Julie Bowen pour le rôle de Claire Dumphy dans Modern Family
  - Mayim Bialik pour le rôle d'Amy Farrah Fowler dans The Big Bang Theory
  - Anna Chlumsky pour le rôle d'Amy Brookheimer dans Veep
  - Jane Krakowski pour le rôle de Jenna Maroney dans 30 Rock
  - Jane Lynch pour le rôle de Sue Sylvester dans Glee
  - Sofía Vergara pour le rôle de Gloria Delgado-Pritchett dans Modern Family
- 2014 : Allison Janney pour le rôle de Bonnie dans Mom
  - Mayim Bialik pour le rôle d'Amy Farrah Fowler dans The Big Bang Theory
  - Julie Bowen pour le rôle de Claire Dumphy dans Modern Family
  - Anna Chlumsky pour le rôle d'Amy Brookheimer dans Veep
  - Kate McKinnon pour plusieurs personnages dans Saturday Night Live
  - Kate Mulgrew pour le rôle de Galina 'Red' Reznikov dans Orange Is the New Black
- 2015 : Allison Janney pour le rôle de Bonnie Plunkett dans Mom ♕
  - Mayim Bialik pour le rôle du Dr Amy Farrah Fowler dans The Big Bang Theory
  - Julie Bowen pour le rôle de Claire Dunphy dans Modern Family
  - Anna Chlumsky pour le rôle d'Amy Brookheimer dans Veep
  - Gaby Hoffmann pour le rôle d'Ali Pfefferman dans Transparent
  - Jane Krakowski pour le rôle de Jacqueline Voorhees dans Unbreakable Kimmy Schmidt
  - Kate McKinnon pour plusieurs personnages dans Saturday Night Live
  - Niecy Nash pour le rôle de Denise "Didi" Ortley dans Getting On
- 2016 : Kate McKinnon pour le rôle de plusieurs personnages dans Saturday Night Live
  - Anna Chlumsky pour le rôle d'Amy Brookheimer dans Veep
  - Gaby Hoffmann pour le rôle d'Ali Pfefferman dans Transparent
  - Allison Janney pour le rôle de Bonnie Plunkett dans Mom
  - Judith Light pour le rôle de Shelly Pfefferman dans Transparent
  - Niecy Nash pour le rôle de Denise "Didi" Ortley dans Getting On
- 2017 : Kate McKinnon pour le rôle de plusieurs personnages dans Saturday Night Live
  - Vanessa Bayer pour le rôle de plusieurs personnages dans Saturday Night Live
  - Anna Chlumsky pour le rôle d'Amy Brookheimer dans Veep
  - Kathryn Hahn pour le rôle de Raquel Fein dans Transparent
  - Leslie Jones pour le rôle de plusieurs personnages dans Saturday Night Live
  - Judith Light pour le rôle de Shelly Pfefferman dans Transparent
- 2018 : Alex Borstein pour le rôle Susie Myerson dans Mme Maisel, femme fabuleuse (The Marvelous Mrs. Maisel)
  - Zazie Beetz pour le rôle de Vanessa "Van" Keefer dans Atlanta
  - Aidy Bryant pour le rôle de plusieurs personnages dans Saturday Night Live
  - Betty Gilpin pour le rôle de Debbie "Liberty Belle" Eagan dans GLOW
  - Leslie Jones pour le rôle de plusieurs personnages dans Saturday Night Live
  - Kate McKinnon pour le rôle de plusieurs personnages dans Saturday Night Live
  - Laurie Metcalf pour le rôle de Jackie Harris dans Roseanne
  - Megan Mullally pour le rôle de Karen Walker dans Will et Grace (Will & Grace)

- 2019 : Alex Borstein pour le rôle de Susie Myerson dans Mme Maisel, femme fabuleuse
  - Anna Chlumsky pour le rôle d'Amy Brookheimer dans Veep
  - Sian Clifford pour le rôle de Claire dans Fleabag
  - Olivia Colman pour le rôle de la belle-mère dans Fleabag
  - Betty Gilpin pour le rôle de Debbie Eagan dans GLOW
  - Sarah Goldberg pour le rôle de Sally Reed dans Barry
  - Marin Hinkle pour le rôle de Rose Weissman dans Mme Maisel, femme fabuleuse
  - Kate McKinnon pour les rôles de plusieurs personnages dans Saturday Night Live

### Années 2020
- 2020 : Annie Murphy pour le rôle d'Alexis Rose dans Schitt's Creek
  - Betty Gilpin pour le rôle de Debbie Eagan dans GLOW
  - D'Arcy Carden dans le rôle de Janet dans The Good Place
  - Yvonne Orji pour le rôle de Molly dans Insecure
  - Alex Borstein pour le rôle de Susie Myerson dans Mme Maisel, femme fabuleuse
  - Marin Hinkle pour le rôle de Rose Weissman dans Mme Maisel, femme fabuleuse
  - Kate McKinnon pour le rôle de plusieurs personnages dans Saturday Night Live
  - Cecily Strong pour le rôle de plusieurs personnages dans Saturday Night Live

- 2021 : Hannah Waddingham pour le rôle de Rebecca Welton dans Ted Lasso
  - Hannah Einbinder pour le rôle d'Ava Daniels dans Hacks
  - Aidy Bryant pour les rôles de multiples personnages dans Saturday Night Live
  - Kate McKinnon pour les rôles de multiples personnages dans Saturday Night Live
  - Cecily Strong pour les rôles de multiples personnages dans Saturday Night Live
  - Juno Temple pour le rôle de Keeley Jones dans [Ted Lasso
  - Rosie Perez pour le rôle de Megan Briscoe dans The Flight Attendant

- 2022 : Sheryl Lee Ralph pour le rôle de Barbara Howard dans Abbott Elementary
  - Alex Borstein pour le rôle de Susie Myerson dans Mme Maisel, femme fabuleuse
  - Hannah Einbinder pour le rôle de Ava Daniels dans Hacks
  - Janelle James pour le rôle de Ava Coleman dans Abbott Elementary
  - Kate McKinnon pour plusieurs rôles dans Saturday Night Live
  - Sarah Niles pour le rôle du Dr. Sharon Fieldstone dans Ted Lasso
  - Juno Temple pour le rôle de Keeley Jones dans Ted Lasso
  - Hannah Waddingham pour le rôle de Rebecca Welton dans Ted Lasso

- 2023 : Ayo Edebiri pour le rôle de Sydney Adamu dans The Bear
  - Alex Borstein pour le rôle de Susie Myerson dans La Fabuleuse Madame Maisel
  - Janelle James pour le rôle d'Ava Coleman dans Abbott Elementary
  - Sheryl Lee Ralph pour le rôle de Barbara Howard dans Abbott Elementary
  - Juno Temple pour le rôle de Keeley Jones dans Ted Lasso
  - Hannah Waddingham pour le rôle de Rebecca Welton dans Ted Lasso
  - Jessica Williams pour le rôle de Gaby dans Shrinking

- 2024 : Liza Colón-Zayas – The Bear
  - Carol Burnett – Palm Royale
  - Hannah Einbinder – Hacks
  - Janelle James – Abbott Elementary
  - Sheryl Lee Ralph – Abbott Elementary
  - Meryl Streep – Only Murders in the Building

## Statistiques

### Nominations multiples
10 : Rhea Perlman, Loretta Swit
8 : Megan Mullally
7 : Julia Duffy, Estelle Getty, Julia Louis-Dreyfus, Doris Roberts
6 : Julie Bowen, Lisa Kudrow, Kate McKinnon
5 : Kim Cattrall, Anna Chlumsky, Faith Ford, Marla Gibbs, Jane Krakowski, Marion Lorne, Laurie Metcalf, Agnes Moorehead, Sally Struthers
4 : Christine Baranski, Mayim Bialik, Ann B. Davis, Valerie Harper, Julie Kavner, Audrey Meadows, Holland Taylor, Vivian Vance, Sofía Vergara, Betty White, Kristen Wiig
3 : Alex Borstein, Eileen Brennan, Betty Gilpin, Polly Holliday, Allison Janney, Kristen Johnston, Cloris Leachman, Jane Lynch, Rose Marie, Cynthia Nixon, Elizabeth Perkins, Inga Swenson, Nancy Walker, Vanessa Lynn Williams
2 : Loni Anderson, Jennifer Aniston, Justine Bateman, Bea Benaderet, Pat Carroll, Kristin Chenoweth, Georgia Engel, Shelley Fabares, Verna Felton, Conchata Ferrell, Janeane Garofalo, Sara Gilbert, Jean Hagen, Jackée Harry, Katherine Helmond, Cheryl Hines, Marin Hinkle, Gaby Hoffmann, Leslie Jones, Judith Light, Wendie Malick, Anne Meara, Niecy Nash, Bebe Neuwirth, Amy Poehler, Jaime Pressly, Marion Ross, Liz Torres, Karen Valentine, Merritt Wever

### Récompenses multiples
4 : Rhea Perlman, Doris Roberts
3 : Valerie Harper, Laurie Metcalf
2 : Alex Borstein, Julie Bowen, Ann B. Davis, Allison Janney, Kristen Johnston, Kate McKinnon, Megan Mullally, Bebe Neuwirth, Sally Struthers, Loretta Swit, Betty White